# تسوواک
تسوواک (به ارمنی: Ծովակ) یک شهر در ارمنستان است که در استان گغارکونیک واقع شده‌است.  در  کیلومتری شمال گاوار، مرکز استان گغارکونیک واقع شده است.

## خصوصیات
تسوواک ۲٬۷۴۹ نفر جمعیت دارد و ۱٬۹۲۰ متر بالاتر از سطح دریا واقع شده‌است.  در  کیلومتری شمال گاوار، مرکز استان گغارکونیک واقع شده است.

## جاذبه‌های تاریخی

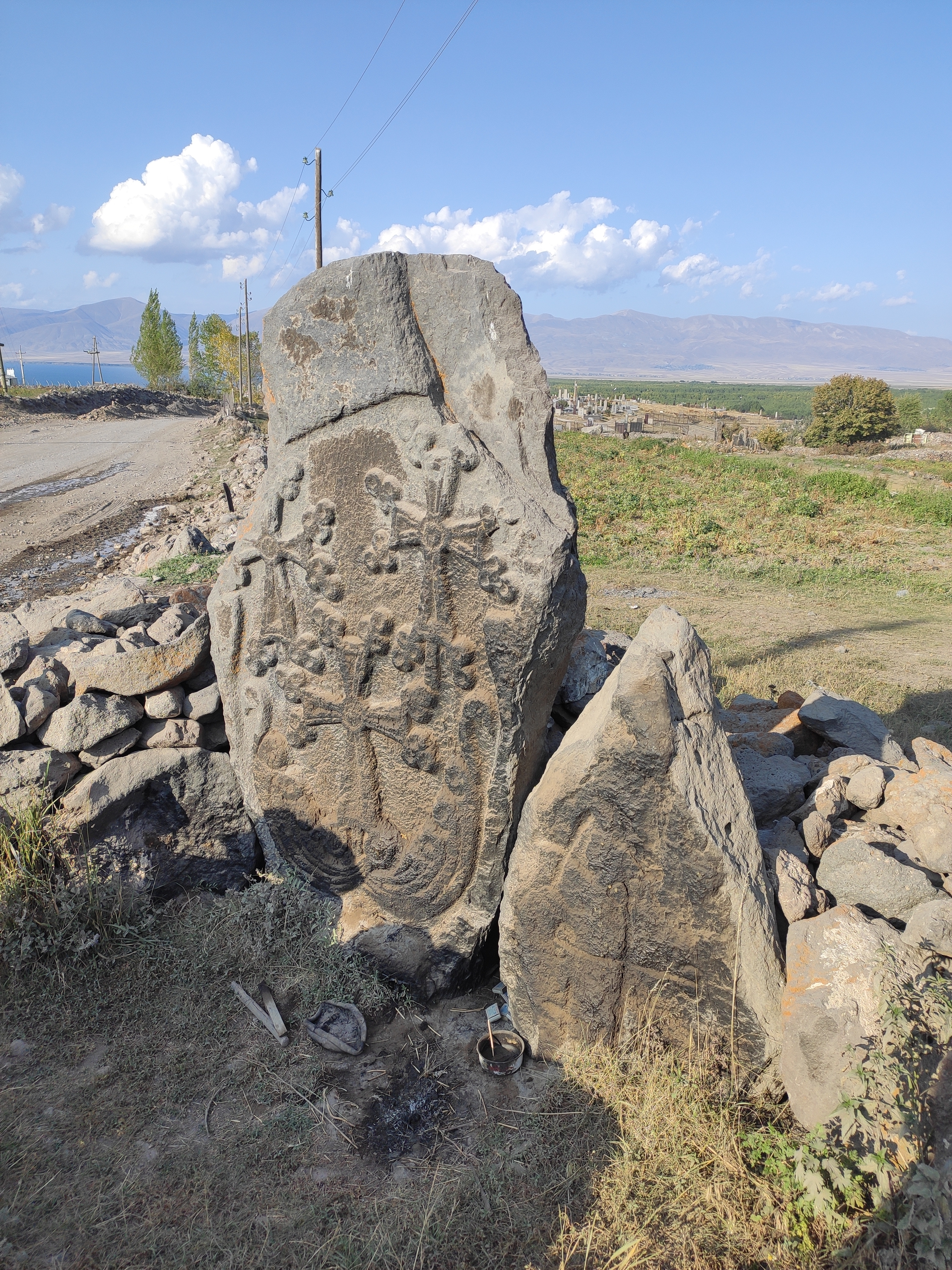
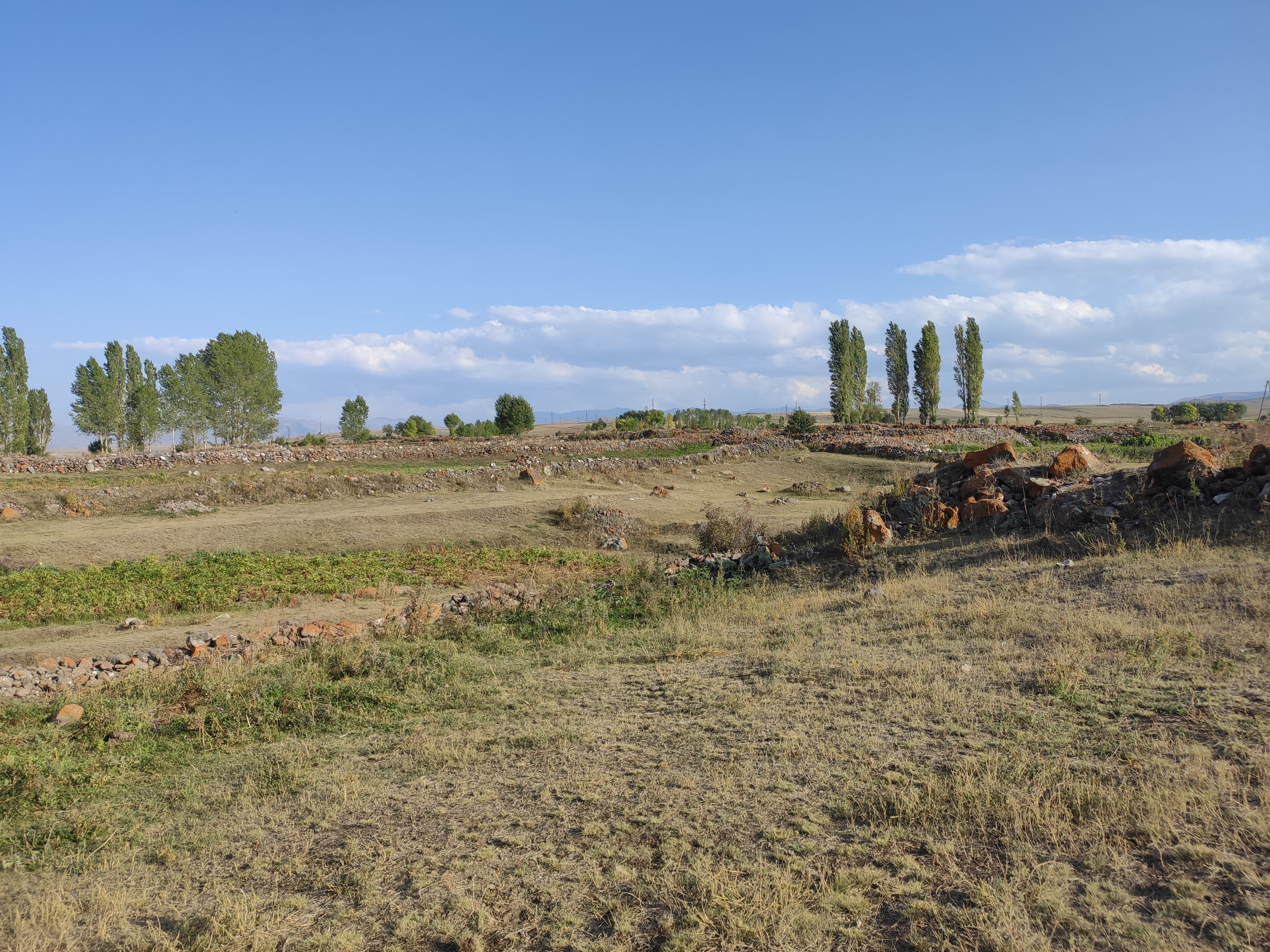